# فرانسیس کیسی آلکانتارا
 فرانسیس کیسی آلکانتارا (انگلیسی: Francis Casey Alcantara؛ زاده ۴ فوریهٔ ۱۹۹۲) یک تنیس‌باز اهل فیلیپین است.